# Ondergang: De vervolging en verdelging van het Nederlandse Jodendom 1940-1945
Ondergang: De vervolging en verdelging van het Nederlandse Jodendom 1940-1945 is een boek van de Nederlandse historicus Jacques Presser over de Nederlandse Jodenvervolging tijdens de Tweede Wereldoorlog.
De eerste uitgave verscheen in april 1965. Er zijn daarna nog verschillende uitgaven gevolgd. Dit boek is het bekendste boek van Presser. Het is een indringend verslag van een directbetrokkene. Presser, zelf Joods, overleefde als onderduiker de bezetting. Over zijn boek verklaarde hij ooit: "Ik werd gek van dat boek."
Presser schreef dit tweedelige werk als gevolg van een opdracht die hij in 1950 van het Rijksinstituut voor Oorlogsdocumentatie (het RIOD, later veranderd in het NIOD: het Nederlands Instituut voor Oorlogsdocumentatie) had ontvangen om de geschiedenis van de Nederlandse Holocaust te beschrijven. Voor zijn werk kreeg Presser later een ridderorde en het lidmaatschap van de Koninklijke Nederlandse Akademie van Wetenschappen.
Hij is niet de enige geweest die over dit onderwerp heeft gepubliceerd, bijvoorbeeld historicus Loe de Jong ging hem voor in zijn standaardwerk Het Koninkrijk der Nederlanden in de Tweede Wereldoorlog.

## Weinreb-affaire
In Ondergang nam Presser het op voor Friedrich Weinreb, die volgens hem na de Tweede Wereldoorlog tot zondebok was gemaakt en ten onrechte was veroordeeld:
"Heeft men een standbeeld voor Weinreb opgericht? Heeft men hem een orde verleend? Heeft men hem met een geschenk geëerd? Men heeft hem zeer zwaar gestraft. Hoe komt dat? Waardoor, waarom? (...) Welnu: de Jood Weinreb is de zondebok geworden, heeft voor het tekortschieten van talloze niet-Joden geboet. Hij moest gefaald hebben, óók gefaald, omdat zij gefaald hadden."
Vervolgens schreef Weinreb, onder redactie van Aad Nuis en Renate Rubinstein, een driedelige "autobiografie", waarin hij zijn doen en laten tijdens de oorlog uit de doeken deed. De publicatie van dit boek, Collaboratie en verzet, deed veel stof opwaaien en leidde tot de Weinreb-affaire.

Later in zijn leven stelde Presser zijn mening over de rol van Joden en niet-Joden in de Weinreb-affaire bij:
"Eén kleine nuance waarin ik wel iets afwijk van mijn mening in 1965 is een nuance waarin ik Weinreb gelijk geef. Ik heb toen geschreven dat Weinreb de zondebok is geworden van de niet-joden. Tegenwoordig zou ik hebben geschreven: Weinreb is de zondebok geworden van niet-joden en joden samen. Maar dat is geen essentieel verschil."